# Carex lambertiana
Carex lambertiana là một loài thực vật có hoa trong họ Cói. Loài này được Boott mô tả khoa học đầu tiên năm 1853.